# Haus Dr. Pickel
Das Haus Dr. Pickel in Bremen-Vegesack, Ortsteil Vegesack, Sagerstraße (früher Bismarckstraße) 26, stammt von 1931. 
Das Gebäude steht seit 1994 unter Bremischem Denkmalschutz.

## Geschichte
Das zwei- und dreigeschossige verputzte kubische Gebäude mit einem zweigeschossigen Anbau, rückseitig eingeschossig, wurde 1931 im Stil des Neues Bauens nach Plänen von Ernst Becker-Sassenhof (Bremen) für den Zahnarzt Ferdinand Pickel als Arztpraxis und Wohnhaus gebaut.
Das Landesamt für Denkmalpflege Bremen befand: „Das in klaren kubischen Formen gestaffelte und in graphischer Strenge gehaltene Gebäude mit seinen weit überkragenden Flachdächern und seiner asymmetrischen Anordnung der unterschiedlichen Fensterformate gehört zu den wenigen Beispielen des Neuen Bauens in Bremen.“
Ernst Becker-Sassenhof plante in Bremen u. a. auch das Haus am Wasser, Weserpromenade 2, die Kapelle auf dem Vegesacker Friedhof und das Haus Grohne in Schwachhausen.